# العلاقات النيجرية الإسواتينية
العلاقات النيجرية الإسواتينية هي العلاقات الثنائية التي تجمع بين النيجر وإسواتيني.

## مقارنة بين البلدين
هذه مقارنة عامة ومرجعية للدولتين:
| وجه المقارنة                                              | النيجر          | إسواتيني                                   |
| --------------------------------------------------------- | --------------- | ------------------------------------------ |
| المساحة (كم2)                                             | 1.27 مليون      | 17.36 ألف                                  |
| عدد السكان (نسمة)                                         | 21.48 مليون     | 1.37 مليون                                 |
| الكثافة السكانية (ن./كم²)                                 | 16.91           | 78.92                                      |
| العاصمة                                                   | نيامي           | لوبامبا، مبابان                            |
| اللغة الرسمية                                             | لغة فرنسية      | لغة إنجليزية، لغة سوازي                    |
| العملة                                                    | فرنك غرب أفريقي | ليلانغيني سوازيلندي                        |
| الناتج المحلي الإجمالي (بليون دولار)                      | 8.12 مليار      | 4.41 مليار                                 |
| الناتج المحلي الإجمالي (تعادل القوة الشرائية) بليون دولار | 19.01 مليار     | 11.13 مليار                                |
| الناتج المحلي الإجمالي الاسمي للفرد دولار أمريكي          | 358             | 3.20 ألف                                   |
| الناتج المحلي الإجمالي للفرد دولار أمريكي                 | 938             | 8.29 ألف                                   |
| مؤشر التنمية البشرية                                      | 0.348           | 0.531                                      |
| رمز المكالمات الدولي                                      | +227            | +268                                       |
| رمز الإنترنت                                              | .ne             | .sz                                        |
| المنطقة الزمنية                                           | ت ع م+01:00     | التوقيت القياسي لجنوب أفريقيا، ت ع م+02:00 |

## منظمات دولية مشتركة
يشترك البلدان في عضوية مجموعة من المنظمات الدولية، منها:
| علم المنظمة | اسم المنظمة                                 | تاريخ انضمام النيجر | تاريخ انضمام إسواتيني |
| ----------- | ------------------------------------------- | ------------------- | --------------------- |
|             | مؤسسة التنمية الدولية                       | 24 أبريل 1963       | 22 سبتمبر 1969        |
|             | يونسكو                                      | 10 نوفمبر 1960      | 25 يناير 1978         |
|             | وكالة ضمان الاستثمار متعدد الأطراف          | 10 مايو 2012        | 18 أبريل 1990         |
|             | الأمم المتحدة                               | 20 سبتمبر 1960      | 24 سبتمبر 1968        |
|             | مجموعة دول أفريقيا والكاريبي والمحيط الهادئ | ?                   | ?                     |
|             | الاتحاد البريدي العالمي                     | ?                   | ?                     |
|             | البنك الدولي للإنشاء والتعمير               | 24 أبريل 1963       | 22 سبتمبر 1969        |
|             | الاتحاد الدولي للاتصالات                    | 14 نوفمبر 1960      | 11 نوفمبر 1970        |
|             | منظمة حظر الأسلحة الكيميائية                | ?                   | ?                     |
|             | مؤسسة التمويل الدولية                       | 7 يناير 1980        | 22 سبتمبر 1969        |
|             | المركز الدولي لتسوية المنازعات الاستشارية   | 14 ديسمبر 1966      | 14 يوليو 1971         |
|             | منظمة التجارة العالمية                      | ?                   | ?                     |
|             | منظمة الشرطة الجنائية الدولية               | ?                   | ?                     |
|             | الاتحاد الأفريقي                            | ?                   | ?                     |
|             | البنك الإفريقي للتنمية                      | ?                   | ?                     |